# سامسون اوبواكبو
سامسون اوبواكبو (بالإنجليزية: Samson Opuakpo)‏ (مواليد 24 أبريل 1986) هو سبّاح نيجيري، مثّل بلاده في الألعاب الأولمبية الصيفية 2016.

## روابط خارجية
سامسون اوبواكبو على موقع الاتحاد الدولي للسباحة (الإنجليزية)
- سامسون اوبواكبو على موقع SwimRankings.net (الإنجليزية)
- سامسون اوبواكبو على موقع اللجنة الأولمبية الدولية (الإنجليزية)
- سامسون اوبواكبو على موقع أوليمبيديا (الإنجليزية)